# 랜드로버 레인지 로버 이보크
랜드로버 레인지 로버 이보크(Land Rover Range Rover Evoque)는 영국 랜드로버 사에서 제작한 컴팩트 럭셔리 스포츠 유틸리티 자동차이다. 레인지 로버 계열의 엔트리 SUV이다.

## 1세대 (2011~2018)

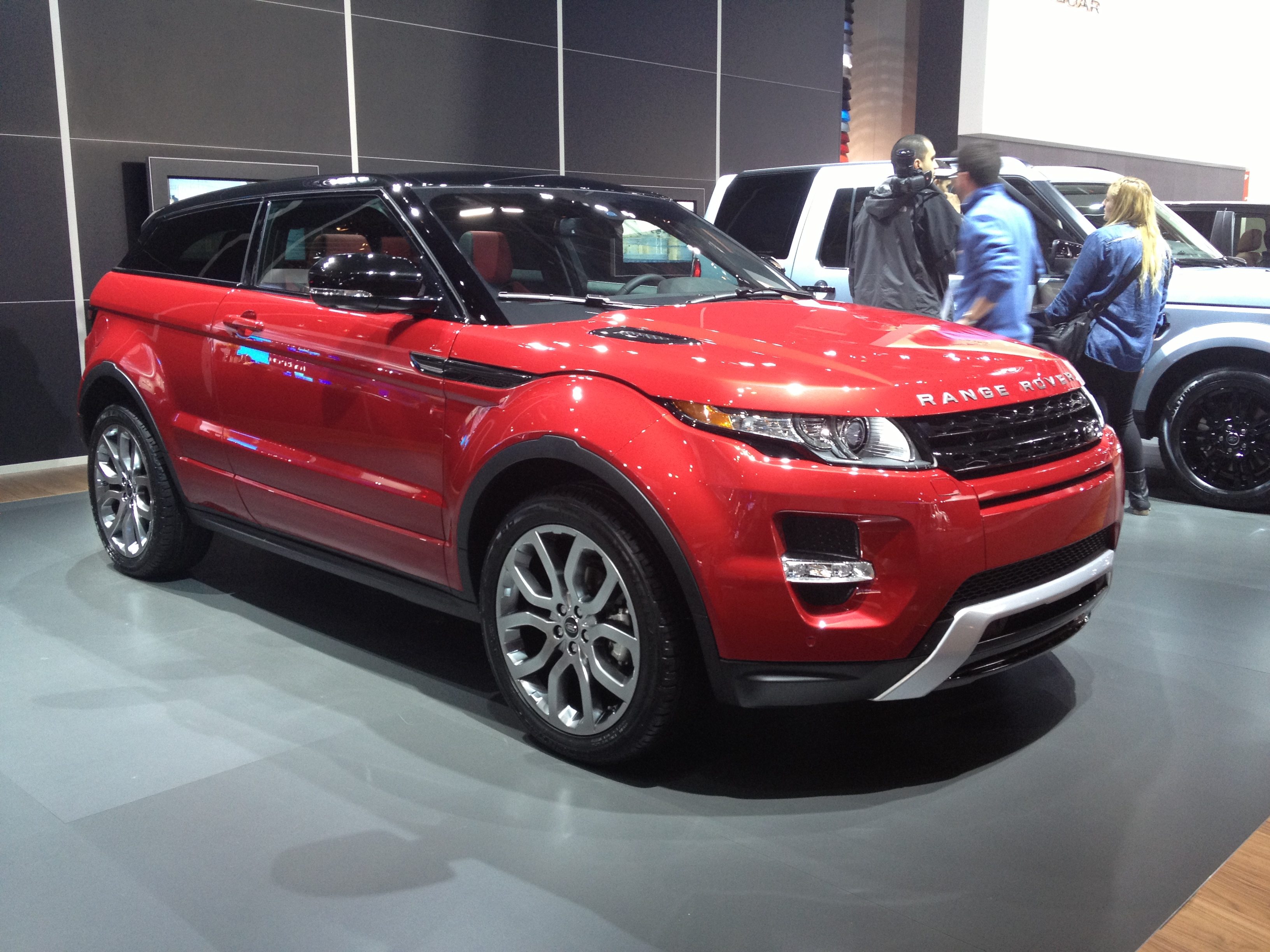
랜드로버 레인지 로버 이보크 3도어 정측면

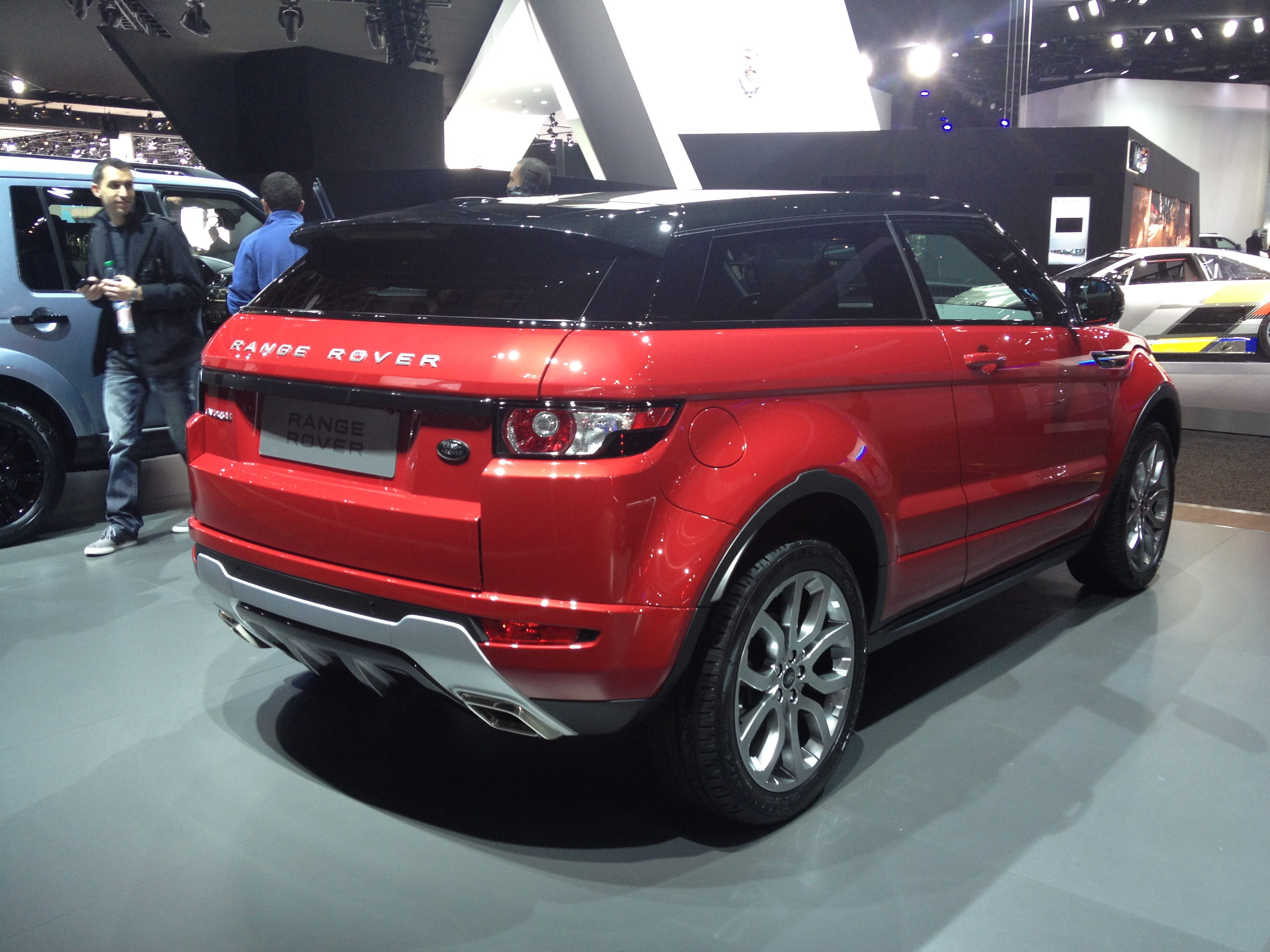
랜드로버 레인지 로버 이보크 3도어 후측면

LRX 컨셉트카 기반으로 개발되었으며, 2011년 7월에 세계 시장에 첫 모습을 드러냈다. 프리랜더와 비슷해 보이지만, 전혀 다른 차량이다. 3도어와 5도어 등 2가지 차체를 사용하며, 현대적인 크로스 쿠페 디자인을 적용하여 레인지 로버만의 핵심 가치들을 담았다. 엔진은 직렬 4기통 2.0ℓ 240마력 가솔린 터보차저 엔진과 직렬 4기통 2.2ℓ 190마력 디젤 터보차저 엔진을 사용하며, 이로 인하여 Co²배출량을 20% 정도 감소시키는 효과를 가져왔다. 최첨단 연속 가변 댐퍼를 적용한 최신 어댑티브 다이나믹스 시스템과 민첩적인 핸들링과 안정적인 승차감을 모두 잡은 전자동 지형 반응 시스템도 처음으로 적용되었다. 중국 장쑤와 인도 푸네에서도 생산되며, 중국에서는 현지 가격의 3배 이상으로 책정되어 판매되고 있다. 대한민국에는 2011년 12월에 처음으로 선보였으며, 2014년 9월에는 엔트리 트림인 퓨어가 선보이기도 했다. 2015년에 페이스리프트를 거쳐 컨버터블이 추가되었다. Z-폴딩 루프 시스템을 통해 18초, 21초만에 열리거나 닫힌다.

## 2세대 (2018~현재)
2018년에 LA 모터쇼에서 공개 예정이다. 레인지로버 벨라의 느낌으로 디자인되었다.